# タイ投資委員会
タイ投資委員会（タイ語:คณะกรรมการส่งเสริมการลงทุน　タイ略称บีโอไอ、英語：The Board of Investment, Thailand 英略称:BOI）は、タイ王国内閣 工業省の管轄下の庁の一つ。タイへの投資促進のために1977年に設置された。

## 概要
タイ投資委員会は、タイ国内への投資奨励を担当するタイ政府機関。国内外で投資家に便宜を図り、タイ国内への投資を促すことを目的としており、投資誘致活動、投資の許認可などを担当している。委員会は1977年に公布された「仏暦2520年タイ投資法」を設立法としており、同法は1991年（第2改定）、2001年（第3改定）と改定増補されてきた。この委員会はタイ首相を議長とし、経済関係大臣、高級官僚、民間機関代表者、学識者が委員もしくは顧問に任命される。タイ投資委員会の事務局機能は工業省管理下のタイ投資委員会事務局が負う。

## 内部部局
- 総務局（สำนักบริหารกลาง）
- 投資マーケティング局（สํานักการตลาดเพื่อการลงทุน）
- 外国投資協力部局（สํานักความร่วมมือการลงทุนต่างประเทศ）
- 投資支援開発局（สํานักพัฒนาปัจจัยสนับสนุนการลงทุน）
- 投資情報局（สํานักสารสนเทศการลงทุน）
- 投資戦略企画局（สํานักยุทธศาสตร์และนโยบายการลงทุน）
- 投資サービスセンター（ศูนย์บริการลงทุน）
- 投資促進局（第1-第4）（สํานักบริหารการลงทุน 1-4）
  - 第1投資促進部－農業、農産物加工、軽工業部門
  - 第2投資促進部－鉱業、窯業、金属業、金属加工業、機械製造業、運輸機器製造業部門
  - 第3投資促進部－エレクトロニクス、電気機器製造業。
  - 第4投資促進部－製紙業、プラスチック、公共事業、サービス業。
- 地方投資経済センター
- 海外投資経済事務所（สำนักงานเศรษฐกิจการลงทุนในต่างประเทศ）

## 所在地

### 本部
- バンコク チャトゥチャック区 ランシット地区 ウィパーワディー通り 555 （555 ถ.วิภาวดี รังสิต จตุจักร กรุงเทพฯ 10900）

### ワンストップサービスセンター（OSOS）
- バンコク パトゥムワン区 パヤータイ通り ヂャトゥラットヂャーマヂュリービル 18階 （อาคารจัตุรัสจามจุรี ชั้น 18 ถนนพญาไท เขตปทุมวัน กรุงเทพฯ 10330）

### ヴィザ・労働許可証センター
- バンコク パトゥムワン区 パヤータイ通り ヂャトゥラットヂャーマヂュリービル 18階 （อาคารจัตุรัสจามจุรี ชั้น 18 ถนนพญาไท เขตปทุมวัน กรุงเทพฯ 10330）

## 地方投資経済センター
- 第1地区投資経済センター-(チエンマイ県)
- 第2地区投資経済センター-(ナコーンラーチャシーマー県)
- 第3地区投資経済センター-(コーンケン県)
- 第4地区投資経済センター-(チョンブリー県)
- 第5地区投資経済センター-(ソンクラー県)
- 第6地区投資経済センター-(スラートターニー県)
- 第7地区投資経済センター-(ピッサヌローク県)

## 海外投資経済事務所
- 日本 東京
- 日本 大阪
- 韓国 ソウル
- 中国 北京
- 中国 広州
- 中国 上海
- 台湾 台北
- オーストラリア シドニー
- ドイツ フランクフルト
- スウェーデン ストックホルム
- フランス パリ
- アメリカ合衆国 ニューヨーク
- アメリカ合衆国 ロサンゼルス

### 投資ゾーン
委員会ではタイ国内を立地、周辺環境により、3ゾーンに分けて投資誘致を行っている。一般的にゾーン1からゾーン3に移行するにつれ都市圏から離れるが、同時に手厚い優遇措置が行われる。

## 関連事項
- 工業省 (タイ)